# Hebestatis theveneti
Hebestatis theveneti (лат.) — вид мигаломорфных пауков, единственный в составе рода Hebestatis из семейства Halonoproctidae. Эндемик США.

## Этимология
Этот вид назван в честь Жюля Тевене (Jules Thevenet; 1826—1875).

## Распространение
Этот вид является эндемиком Соединенных Штатов Америки. Он встречается в Калифорнии и Аризоне.

## Описание
Пауки среднего размера, длина около 1 см. Длина карапакса голотипа самки составляет 10,2 мм на 8,2 мм, а брюшка — 13,5 мм. Этот вид был описан под протонимом Cyclocosmia theveneti французским арахнологом Эженом Симоном в 1891 году. В 1903 году Симон включил его в род Hebestatis.

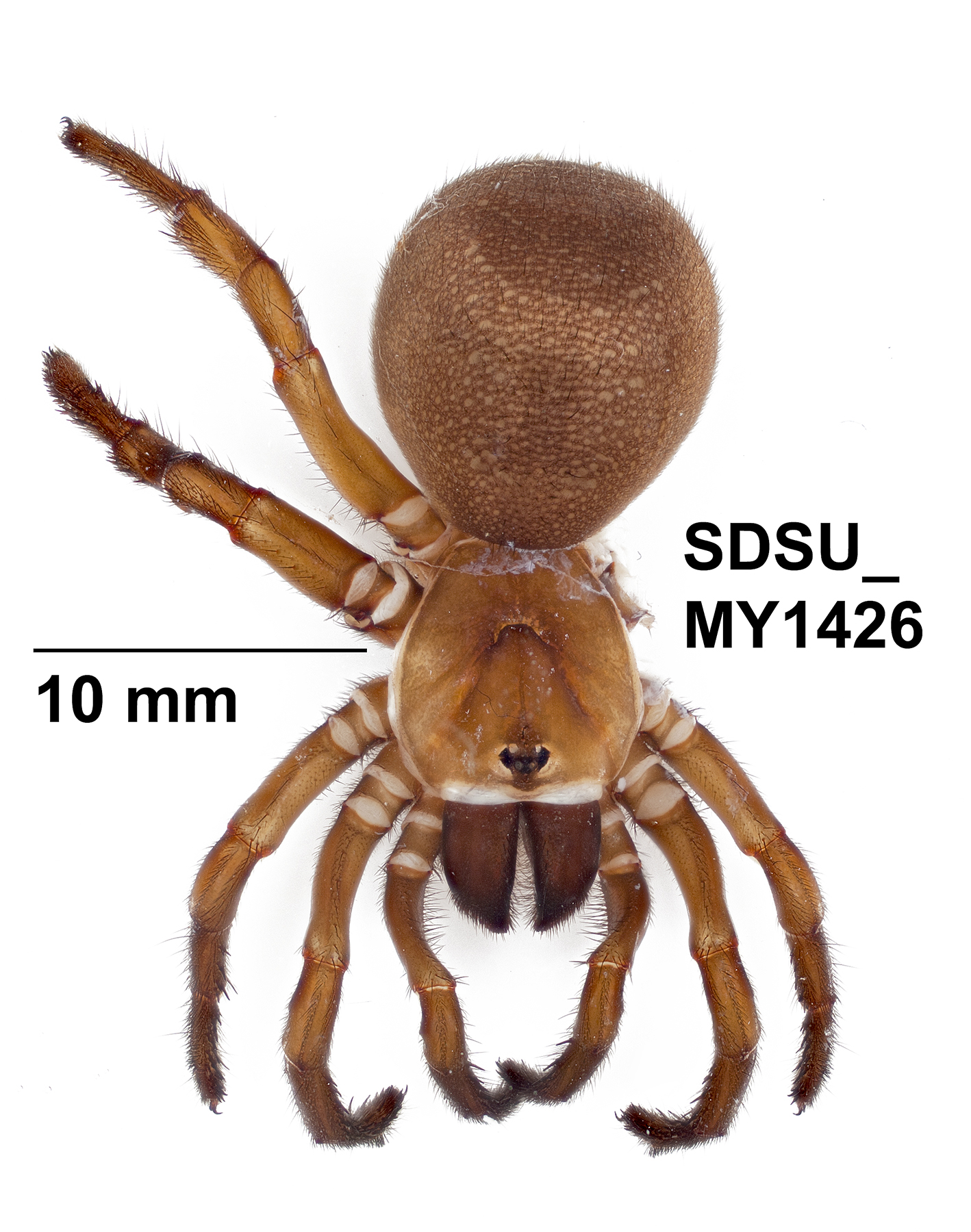
Hebestatis theveneti, самка
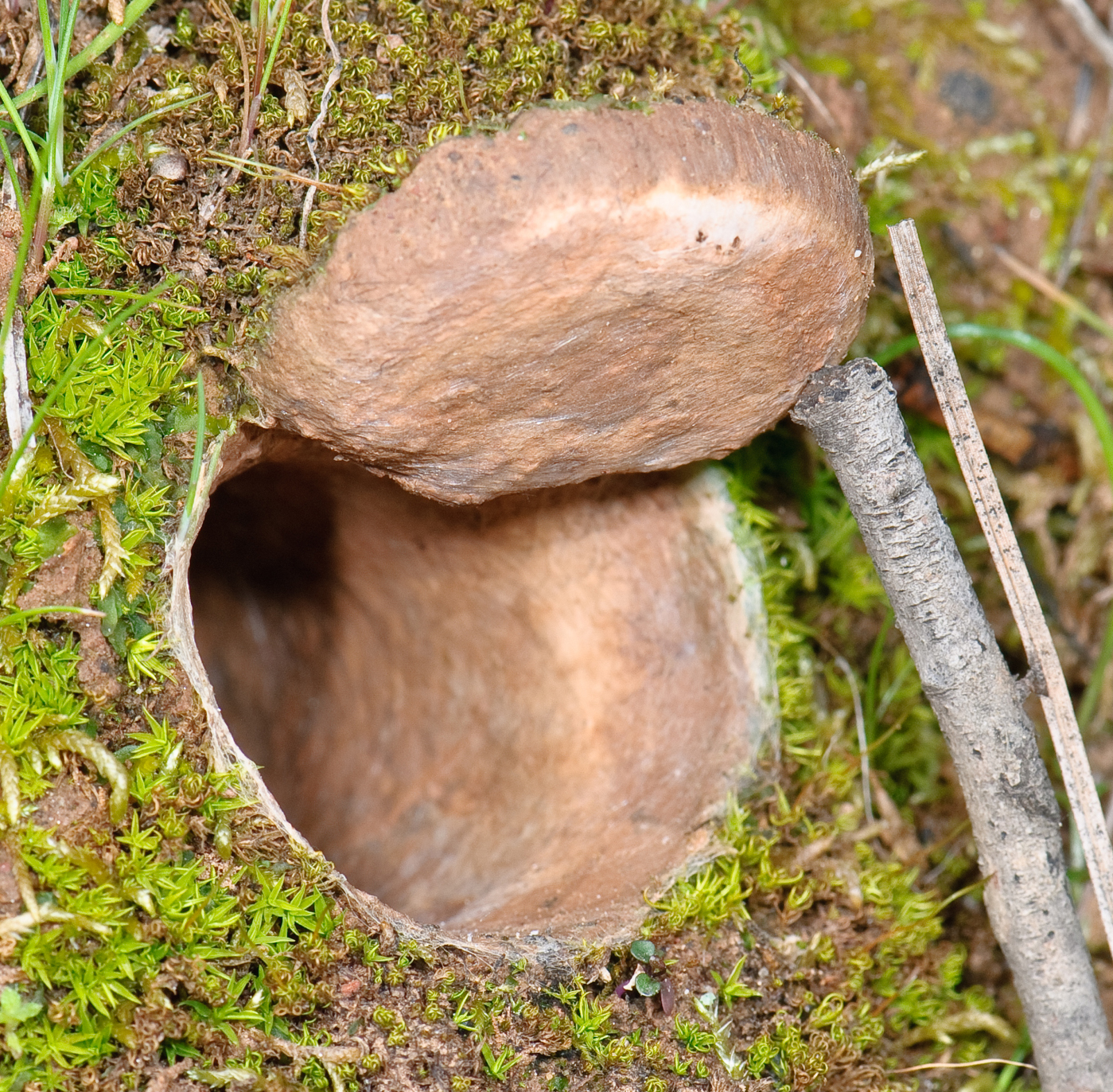
Норка с люком паука Hebestatis theveneti